# 阿梅兰特银行体育馆
阿梅兰特银行体育馆（Amerant Bank Arena）是一座位於佛羅里達州森賴斯的室內體育館。它是NHL佛羅里達美洲豹的主場。它於1998年竣工，耗資1.85億美元，幾乎全由政府出資，擁有70間包廂和2,623個俱樂部座位。

## 外部連結
- 阿梅兰特银行体育馆 （页面存档备份，存于）